# Succotash
Il succotash (dal Narragansett sohquttahhash, ovvero "chicchi di mais spezzati") è un piatto unico dei nativi americani a base di mais dolce e fagioli. L'alimento può contenere molti altri ingredienti a piacere fra cui carne in scatola, patate, rape, carne di maiale salata, pomodori, peperoni e gombo. La combinazione di legumi e cereali rende il succotash un alimento ricco di amminoacidi essenziali.